# الشيعة في العراق
الشيعة في العراق أو شيعة العراق هم أتباع مذهب الشيعة الإمامية الإثني عشرية، أغلبهم من العرب ثم التركمان مع أقلية من الأكراد والشبك. ارتبط اسم العراق ارتباطا وثيقاً  بالشيعة حيث أن العديد من الأحداث المكوّنة للتاريخ الشيعي وأدبيّاته قد حدثت فوق أرض العراق.
فقد اتخذ علي بن أبي طالب من العراق والكوفة تحديداً مركزاً لخلافته، كما دُفن في العراق أغلبية أئمة الشيعة كالإمام علي بن أبي طالب وولده الحسين وبعض الأئمة الآخرين، مما جعل الشيعة تتوافد إليه بالملايين سنوياً من كل أنحاء العالم نظراً لوجود مراقد أهل البيت في المدن العراقية المقدسة عند الشيعة كمدينتي النجف وكربلاء، وتقطن في العراق أكبر المرجعيات الشيعية في العالم، حيث احتضنت النجف أكبر جامعة علمية للشيعة وهي الحوزة العلمية، مما جعل للعراق ارتباطاً رئيسياً بالتشيّع.

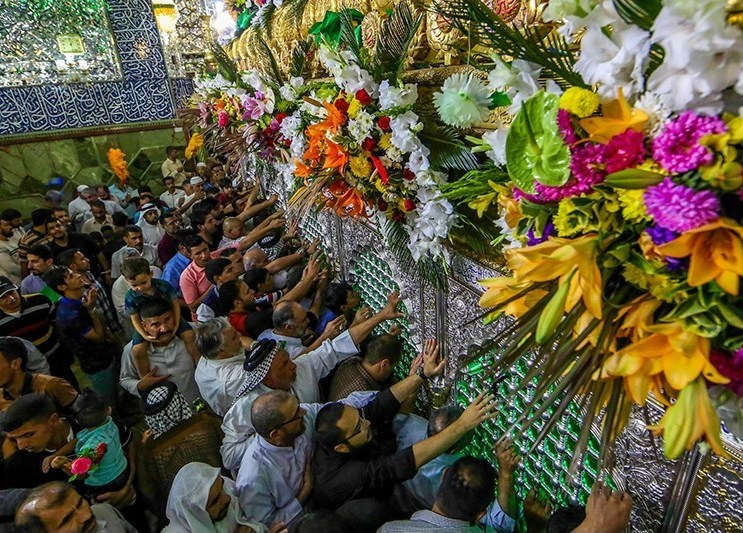
زائرين شيعة حول شباك قبر علي بن أبي طالب (العتبة العلوية) الموجود بمحافظة النجف في العراق خلال إحدى المناسبات الشيعية.

## التعداد
لا توجد بيانات دقيقة ومؤكدة فيما يتعلق بعدد الشيعة الدقيق نسبة إلى سكان العراق. وتدعي وكالة المخابرات المركزية الأمريكية في كتابها (حقائق العالم) الصادر عنها في يوليو 2021 أن 95-99% من سكان العراق مسلمون، منهم (43_49)% من السنة، و (47_51)% من الشيعة حسب ادعائها. وهذه البيانات كما ذكر الموقع تعود إلى تقديرات الحكومة لعام 1987 إذ لا تتوفر أرقام موثوقة أكثر حداثة. ووفقًا لمسح أجرته مؤسسة بيو للأبحاث عام 2014، فقد بلغت نسبة الشيعة من 47-51% مقابل 42% للسنة من المجموع الكلي للمسلمين في العراق.
بينما ذكر مجلس العلاقات الخارجية الأمريكي (CFR) في تقرير صادر عام 2005 بأن نسبة المسلمين السنة هي 58% من مسلمي العراق، أما موقع (سكان العالم) في تقديراته لعام 2022 فيذكر أن نسبة الشيعة هي 45% مقابل 55%من السنة. أما بعض المواقع الغربية الأخرى فتجعل نصف مسلمي العراق من الشيعة على الأقل.

## نظرة عامة
ارتبط التشيع بالعراق كما ظهرت منه الحركات الشيعية التي وجدت في منطقة الفرات الأوسط مثل الكوفة والحلة، اللتين ظلتا مدينتين شيعيتين حتى العصر الحديث، بخلاف البصرة التي اشتهرت كمدينة سنية حتى القرن العشرين. وكانت بغداد مقسّمة في العصور الوسطى إلى جهة شيعية هي الكرخ، وأخرى سنية هي الرصافة، وكانت مسرحاً للاشتباكات والمعارك بين الطائفتين منذ بداية عصر الدولة العباسية مرورا بالحكم البويهي ثم السلجوقي وحتى سقوط الدولة العباسية على يد المغول سنة 656 هـ-1258 م وبالرغم من سيطرة طائفة الشيعة على الحكم أثناء حكم البويهيين فإن التشيّع ظل محصوراً في مدن معينة وظل غالبية سكان العراق على المذهب السني حتى انهيار الدولة العباسية.

## نشأة التشيع في العراق

### زمن الخلفاء الراشدين

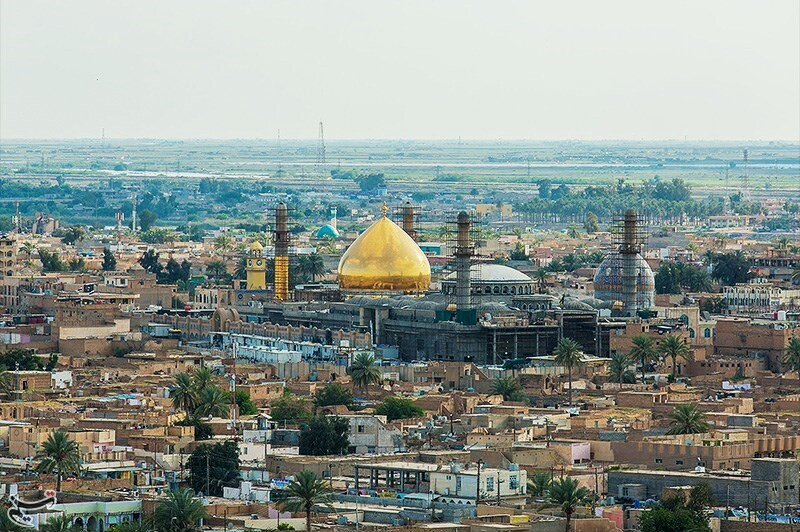
العتبة العسكرية في مدينة سامراء

وبدا هذا الأمر واضحا وعلنيّا عندما تولّى علي بن أبي طالب خلافة المسلمين واتخاذه من الكوفة عاصمة للدولة الإسلامية، وتواجد أنصاره حوله من سكان العراق ومن الذين قدموا معه من الحجاز. وقد عرف العراق كونه متشيعا لعلي بن أبي طالب بعد معركة الجمل، التي دارت رحاها على أرض البصرة بين جيش علي بن أبي طالب المكون أساسا من أهالي البصرة والكوفة وبين الجيش القادم من مكة بقيادة طلحة بن عبيد الله والزبير بن العوام وعائشة بنت أبي بكر.

بدأ التشيّع أساسا في البصرة والكوفة ومنها انتشر إلى مناطق العراق الأخرى وبقية البقاع المجاورة. كان لشيعة العراق الدور الهام في نشر التشيّع في مكة والمدينة وبغداد والري وبخارى وخراسان واليمن والبحرين. ومثال على ذلك: جعفر بن سليمان الضبعي البصري، ويقول أحمد بن حنبل: قدم جعفر بن سليمان عليهم بصنعاء فحدّثهم حديثا كثيراً، وكان عبد الصمد بن معقل يجيئ فيجلس إليه.

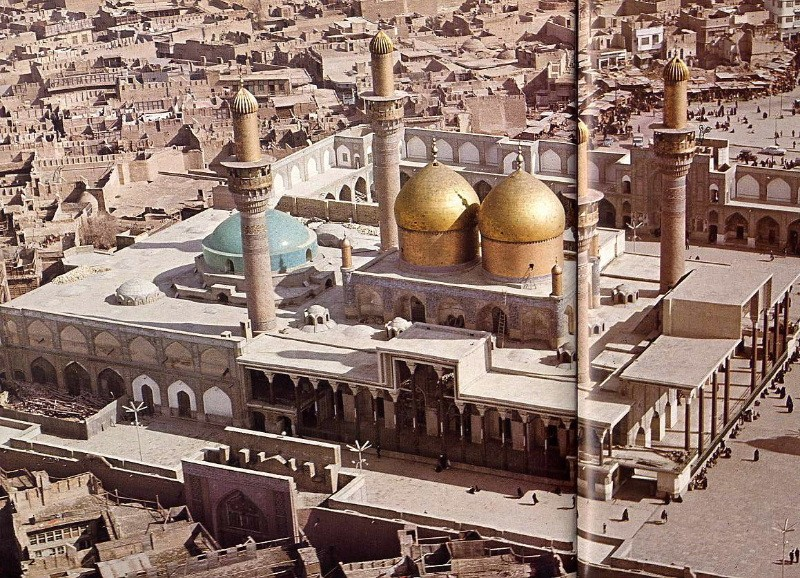
مشهد الحضرة الكاظمية في بغداد

وقد لعبت الحكومات المتتابعة على العراق منذ أن دخل الإسلام إلى العراق دورًا كبيرًا في تشويه ومحاربة التشيع ومنع انتشاره ومحاولة اقتصار التشيع على الكوفة فقط، ولهذا فلم تكن العلاقة بين الشيعة وأغلب الحكومات المتعاقبة جيدة إطلاقا. يذكر محمد حسين المظفر فيقول: مهما اجتهدوا في جعل العراق أمويّا كانت تلك الجهود فاشلة، وكانت الروح السائدة عليه هاشمية وعلوية خالصة إلا في البصرة في عهود قليلة.
ولم تمضِ السنون حتى تغلّب حب أهل البيت في البصرة على المشايعة لبني أمية فعادت علوية شيعية، فهي اليوم ومن قبل اليوم بقرون شيعة، ويوجد في البصرة على غير مذهب أهل البيت نفرٌ إن قلّو في العدد إلا أنهم كثيرون بالمال والملْك.
واستمر التشيّع بعد مقتل الإمام علي، وتمت مبايعة الحسن بن علي، وتذكر كتب التاريخ بعض ما حدث بعد البيعة قائلة "كانت شيعة البصرة موالية إلى الإمام الحسن، فلما بلغ معاوية بن أبي سفيان خبر شهادة أمير المؤمنين علي بن أبي طالب، وبيعة الناس ابنه الحسن، دسَّ معاوية رجلا من بني القين إلى البصرة ليكتب إليه بالأخبار ويفسد على الإمام الحسن الأمور، فعرف الإمام الحسن بذلك فكتب إلى البصرة باستخراج القيني من بني سليم فأخرج وضربت عنقه وفي جوٍّ مشحون كهذا فيمكن تصوّر الحرب الإعلامية ضد التشيع خصوصا بعد أن آلت السلطة لبني أمية وبني العباس.

### الشيعة زمن الأمويين
عانى الشيعة في زمن الأمويين معاناة كبيرة منذ الخلافة الراشدة في زمن علي ابن أبي طالب والحروب مع الشام وفي زمن الحسن علي ابن أبي طالب وتنازله عن الخلافة لمعاوية ثم العداء من السلطة الأموية على الكوفة والبصرة في زمن معاوية من خلال إرسال ولاة ظالمين لهاتين الولايتين واستمرار فرض الضرائب العالية وقتل وسجن الموالين لعلي بن أبي طالب، وكانت دائما الكوفة والعراق ضد النظام الأموي على مرِّ العصور وخاصة زمن يزيد بن معاوية وقتله للحسين ابن علي في كربلاء.

### الشيعة زمن العباسيين
عانى الشيعة من اضطهاد مستمر على مدى عقود وقرون طويلة، أدّى هذا الاضطهاد إلى إخفاء الكثير ممن تشيعوا لتشيّعهم وكذلك أدّى الوضع السياسي القائم إلى حدوث العديد من الثورات
- ففي العصر العباسي قامت ثورة في البصرة بقيادة محمد وإبراهيم حفيدا الحسن بن علي بن أبي طالب، وقرّر المنصور أن يُلقّن أهالي البصرة درسا قاسيا بسبب إسنادهم لإبراهيم فأرسل إلى عاصمة العراق الجنوبية المدعو سلم بن قتيبة وفوّض إليه أن يعاقب بلا رحمة جميع من اشترك في الانتفاضة من السكان، وعندما تباطأ العامل في تنفيذ هذا الأمر القاسي استُدعي على الفور واستُبدل بمحمد من سليمان وقد نفذّ هذا تعليمات الخليفة بدقة فهدم ما يقارب ثلاثين ألف دار ودمّر أكثر من عشرين ألف نخلة يملكها أنصار إبراهيم، كما أعدم خمسة وخمسين شخصا من الوجهاء المحليين وأرسل ما لا يقل عن خمسمائة آخرين مكبّلين بالأغلال إلى بغداد لكي يقتص منهم الخليفة بنفسه. ويشير الباحث بشير نافع إلى أن الشيعة لم يكونوا أكثرية في القرن الخامس الهجري في أي من المدن الإسلامية سوى الكوفة والري (قرب طهران اليوم).

#### الغزو المغولي للعراق
بعد تمكّن الجيش المغولي بقيادة هولاكو من دخول بغداد، قام المغول بتدمير ونهب العديد من معالم المدينة وقتل العديد من سكانها، حيث دمّر المغول جامع الخلفاء في الرصافة وأحرقوا الحضرة الكاظمية في الكرخ عام 656 هجري
، كما تعرّضت بغداد لتدمير آخر على يد تيمور لنك[بحاجة لمصدر].

## دخول الصفويين إلى العراق

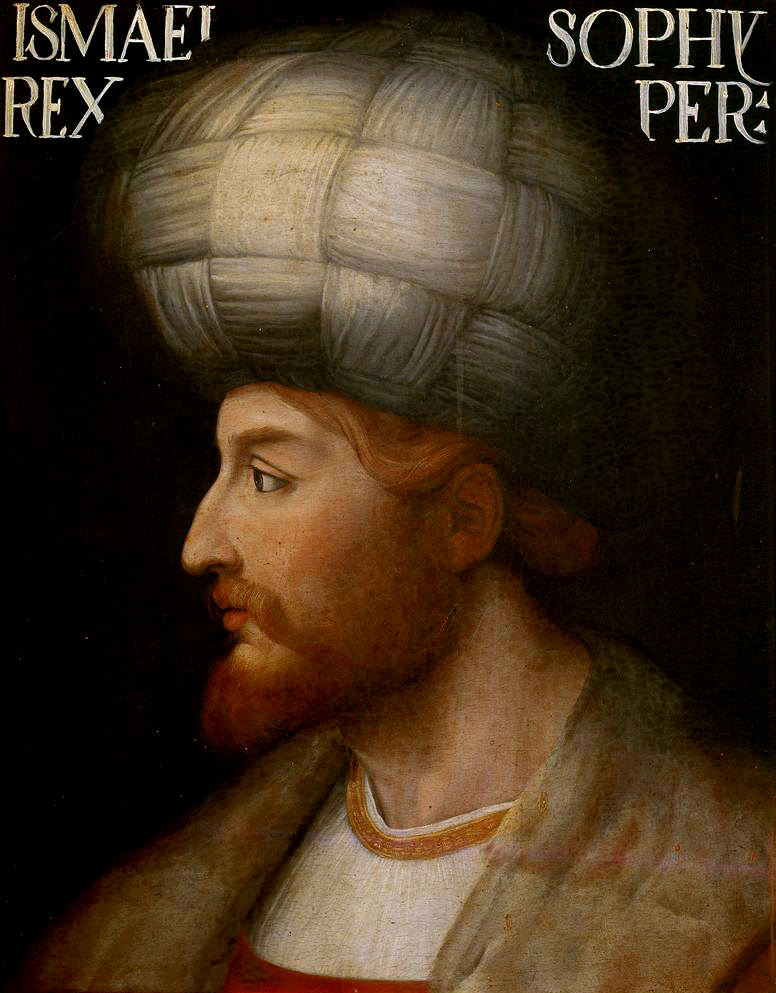
الشاه إسماعيل الصفوي

وكان إسماعيل الصفوي قد توجّه بجيش كثيف إلى بغداد، ودخلها سنة 914 هـ/1508م وفتك بأهلها وأهان علمائها وخرّب مساجدها وجعلها اصطبلات لخيله. وهدم ما كان فيها من قبور أئمة السنة، وذبح جماعة من علمائهم. فسرت شائعة في البلاد التركية بأن مذبحة عظيمة أصابت المسلمين السنة في بغداد على يد الصفويين، وعامل الشاه غير المسلمين معاملة أكثر صرامة، ثم زار العتبات المقدسة في الفرات وأصلح نهرا من الأنهر وأسماه نهر الشاه، وشيّد بناية ضخمة على قبر موسى الكاظم، وقد هزمه السلطان سليم الأول في معركة جالديران عام 920 هـ/1514م ودخل عاصمته تبريز ولكنه لم يدخل بغداد بسبب تمرّد العسكر وعاد إلى بلاد الشام. فبقيت بغداد بيد الصفويين حتى عام 940 هـ/1534م. وفي عام 935 هـ/1529م، ولقد استغل الشاه الصفوي طهماسب حصار السلطان سليمان القانوني لفيينا فاسترد تبريز من العثمانيين مما حدا بأن أوقف سليمان القانوني زحفه في أوروبا، وعاد بقسم من الجيش لمحاربة الصفويين وهزمهم فدخل تبريز أولا ثم بغداد بعد ذلك عام 940 هـ/1534 م. وقد زار سليمان القانوني كلا من ضريح عبد القادر الجيلاني وقبة موسى الكاظم ومحمد الجواد. وأمر بإكمال بناء إسماعيل الصفوي على قبر موسى الكاظم، ثم أوقف مقاطعات مغلة للمقاصد الدينية، الشيعية والسنية على السواء. وأعاد بناء ضريح أبي حنيفة النعمان وإرجاع الجثة التي كانت مخفيّة، وأعاد بناء قبة فخمة للضريح، وقد كان الصفويون قد هدموا القبة والضريح ودنّسوا مكان الرفات.
بقيت الأوضاع بالعراق هادئة تحت حكم العثمانيون حتى عام 1033 هـ/ 1623م، عندما انتهز الشاه عباس الصفوي تغلغل العثمانيين في أوروبا وحروبهم مع النمسا والمجر، فعاد إلى مهاجمة بغداد، ودخلها بنفس العام.
يقول الباحث العراقي د. علي الوردي متحدثاً عن حكم الصفويين لإيران والعراق: «يكفي أن نذكر هنا أن هذا الرجل (الشاه إسماعيل الصفوي) عمد إلى فرض التشيع على الإيرانيين بالقوة، وجعل شعاره سبّ الخلفاء الثلاثة. وكان شديد الحماس في ذلك سفاكاً لا يتردد أن يأمر بذبح كل من يخالف أمره أو لا يجاريه. وقيل أن عدد قتلاه ناهز على ألف ألف نفس».
أما بالنسبة لرأي الحوزة العلمية في النجف وهي بمثابة أعلى سلطة دينية شيعية حيث يتواجد العديد من مراجع الشيعة الدينيين الكبار فقد كان بشكل عام موقفاً حذراً وسلبياً من الدولة الصفوية ثم القاجارية باعتبارها دولة زمنية لا دينية كما ابتعد كبار رجال الدين ومراجع التقليد الشيعة في النجف عن السياسة ورجال الحكم حيث كانوا يتبعون المفهوم العبادي لمبدأ ولاية الفقيه.

## العراق في العهد العثماني
أدّى انهيار الدولة الصفوية في إيران سنة 1722، وما صاحبه من فقدان للأمن وحروب الأمراء، إلى هجرة أعداد متزايدة من العلماء الشيعة إلى النجف وكربلاء.
حسب مؤرخين فإن ليس هناك دليل يشير إلى أن الشيعة اقتربوا ذات يوم من تشكيل أكثرية السكان في العراق قبل القرن العشرين (ونحن نتكلم هنا عن العراق بحدوده الحالية). حيث أن التشيّع كان يقتصر بدرجة أساسية على المدن في جنوب العراق، وهذه المدن لم يكن يقطنها العدد الكبير من السكان.
كانت القبائل الرُحّل من البدو التي تعيش متنقلة بين العراق وشبه الجزيرة العربية تشكل وحدها نصف سكان الجنوب حتى وقت متأخر من عام 1867. وكانت هذه القبائل قد هاجرت بالأساس من شبه الجزيرة العربية مثل هجرة فروع كبيرة من بني تميم من نجد إلى العراق في حوالي 1737م، حتى اكتسبت شكلها النهائي بهجرة الشمر واتحادات عنزة والظفير من الجزيرة بين 1791 و1805.
بدأت الدولة العثمانية (و آخر الحكام المماليك) بالسعي إلى توطين هذه القبائل في العراق وتحويلها من قبائل رُحَّل لا مدينة لهم إلى قبائل دائمة الاستطيان من خلال توفير الأرض الزراعية لهم. واعتبر العثمانيون التوطين الوسيلة التي يستطيعون بها تمدين الرُحَّل وغرس الشريعة بينهم وإجبارهم على تسوية نزاعاتهم في المحاكم الدينية بدلا من تسويتها وفق العرف العشائري. وكان لشق قناة الهندية والعديد من مشروعات الريّ الفضل الأساس لذلك.
وبالفعل فإن خلال القرن التاسع عشر استقر القسم الأعظم من عشائر العراق. وفي حين أن بني تميم وفروعا من الشمّر والدفافعة وبني عامر استقرت خلال ولاية داود باشا آخر ولاة المماليك (1816-1831)م فإن استقرار بقية العشائر بدا بشكل مطّرد مع استئناف العثمانيين حكمهم للبلاد.
مع توطن هذه القبائل التي كانت سنية إسمياً بدأت بقبول المذهب الشيعي بشكل كبير ومطرد أثار في كثير من الأحيان حفيظة علماء الدين السنة. ففي عام 1869 أعد العالم السني إبراهيم فصيح الحيدري قائمة بالعشائر التي تشيّعت مؤخرا باستثناء الخزاعل وكعب التي تشيعت مطلع ومنتصف القرن الثامن عشر حسب قوله.
وعن تأثر العراق بإيران يقول الوردي: «بعد أن تحوّلت إيران إلى التشيّع، أخذت تؤثر في المجتمع العراقي تأثيرًا غير قليل. فقد بدأ التقارب بين الإيرانيين وشيعة العراق ينمو بمرور الأيام. وصارت قوافل الإيرانيين تتوارد تباعًا إلى العراق من أجل زيارة العتبات المقدسة أو طلب العلم أو دفن الموتى وغير ذلك. وقد نشأ في العراق جرّاء ذلك وضع اجتماعي فريد في بابه هو أن الشيعة الذي يمثلون أكثرية السكان في العراق هم من العرب بينما أكثر علماؤهم من الإيرانيين».

## العراق في القرن العشرين
بالرغم من التواجد الكبير للطائفة الشيعية في العراق فإن العلاقة بين السنة والشيعة كانت طيبة، حيث أن العراقيين عموماً لم يكونوا ينظرون إلى الانتماء الطائفي كعامل أساسي، كما أن العديد من العوائل العراقية هي خليط من الشيعة والسنة معاً. وهذا يوضح قبول العشائر الشيعية بأن يحكم العراق أهل السنة بعد الثورة على الإنكليز، التي شاركت بها العشائر السنية والشيعية على حدٍ سواء وأصدرت المراجع الشيعية في النجف فتوى بالجهاد لتحريك الشارع العراقي لثورة العشرين.
وأثناء الحرب العراقية الإيرانية، كانت الأفكار القومية هي السائدة في العراق. وباعتبار أن عدد من أعضاء حزب البعث في العراق كانوا من الشيعة، فقد وصل الشيعة إلى مناصب عالية في الدولة. وكانت سيطرتهم في التعليم والتجارة والاقتصاد واضحة.
وتشير الإحصاءات البريطانية لسكان العراق عام 1919م عن أن نسبة الشيعة في العراق تقدّر بحوالي 53% من السكان وبعدد يبلغ حوالي الـ 1,500,000 نسمة من عدد السكان البالغ 2,850,000 نسمة. وعُدِّلت هذه الأرقام عام 1932 م عندما احتسب عددهم 1,612,533 من مجموع 2,857,077 أي زُهاء ال 56%.